# Danijel Štefulj
Danijel Štefulj (ur. 2 czerwca 1973 w Čakovcu) – chorwacki piłkarz występujący na pozycji obrońcy.

## Kariera klubowa
Štefulj karierę rozpoczynał w sezonie 1992/1993 w pierwszoligowym Varteksie. W trakcie sezonu 1995/1996 przeszedł do Croatii Zagrzeb. W sezonach 1995/1996 oraz 1996/1997 zdobył z nią dublet, czyli mistrzostwo Chorwacji oraz Puchar Chorwacji. W sezonie 1998/1999 przebywał na wypożyczeniu w Slavenie Belupo, a potem wrócił do Croatii i wywalczył z nią kolejne mistrzostwo Chorwacji (2000).
W 1999 roku Štefulj przeszedł do niemieckiego Hannoveru 96, grającego w 2. Bundeslidze. W sezonie 2001/2002 awansował z nim do Bundesligi. Zadebiutował w niej 11 sierpnia 2002 w przegranym 1:2 meczu z Hamburgerem SV, a 8 lutego 2003 w wygranym 4:2 spotkaniu z 1. FC Nürnberg strzelił swojego jedynego gola w Bundeslidze. Na początku 2004 roku przeszedł na wypożyczenie do drugoligowego 1. FC Nürnberg, jednak po sezonie 2003/2004 wrócił do Hannoveru.
W 2005 roku Štefulj odszedł do SC Paderborn 07 z 2. Bundesligi. W późniejszych latach grał też w zespole Regionalligi – Rot-Weiss Essen, a także w chorwackim NK Međimurje, gdzie w 2008 roku zakończył karierę.

## Kariera reprezentacyjna
W reprezentacji Chorwacji Štefulj zadebiutował 28 lutego 1996 w wygranym 2:1 towarzyskim meczu z Polską. W drużynie narodowej rozegrał 2 spotkania, oba w 1996 roku.